# Эль-Морро (крепость)
Эль-Морро, полное название ― форт Сан-Фелипе-дель-Морро (исп. Castillo San Felipe del Morro, букв. «форт святого Филиппа на мысе») ― крепость в Сан-Хуане, столице Пуэрто-Рико. Была построена испанцами в конце 1530-х годов как дополнительное укрепление для защиты Ла-Форталезы. Уже в XVII веке крепость приобрела особое значение, выстояла во время осады города голландцами, а в дальнейшем вместе с фортом святого Иоанна защищала вход в гавань Сан-Хуана.
В XX веке форт был превращён в музей. В 1983 году он вместе с другими историческими памятниками Сан-Хуана был внесён в перечень Всемирного наследия ЮНЕСКО.

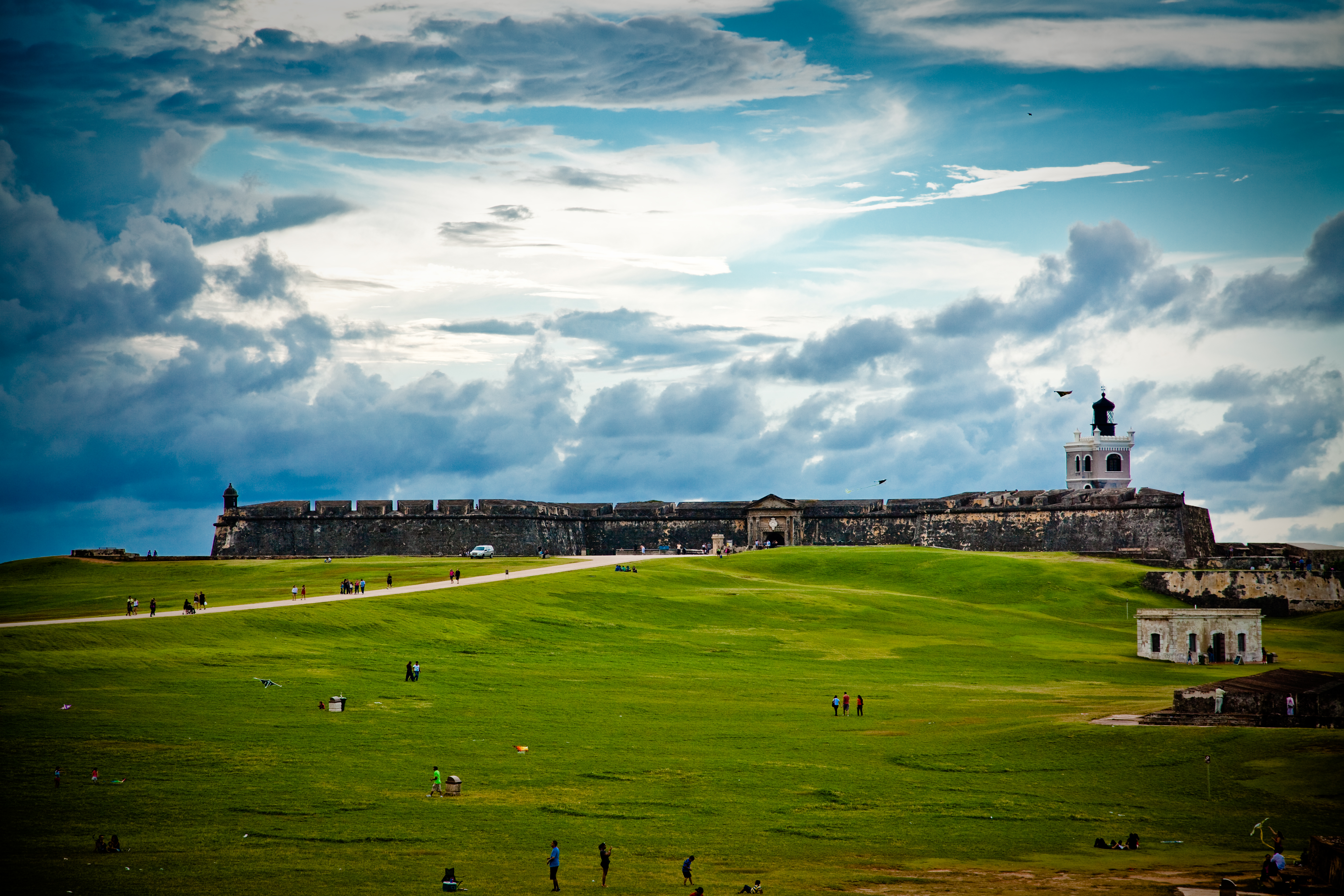
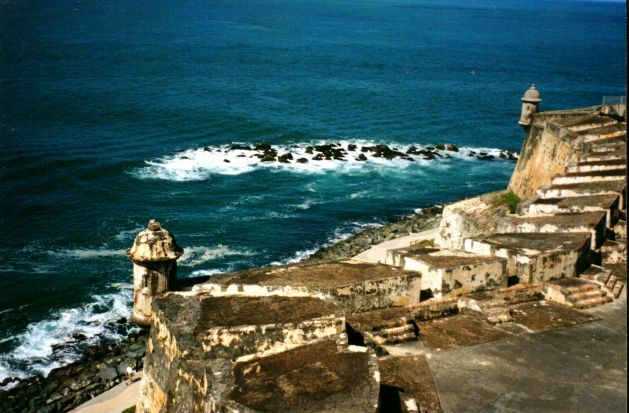
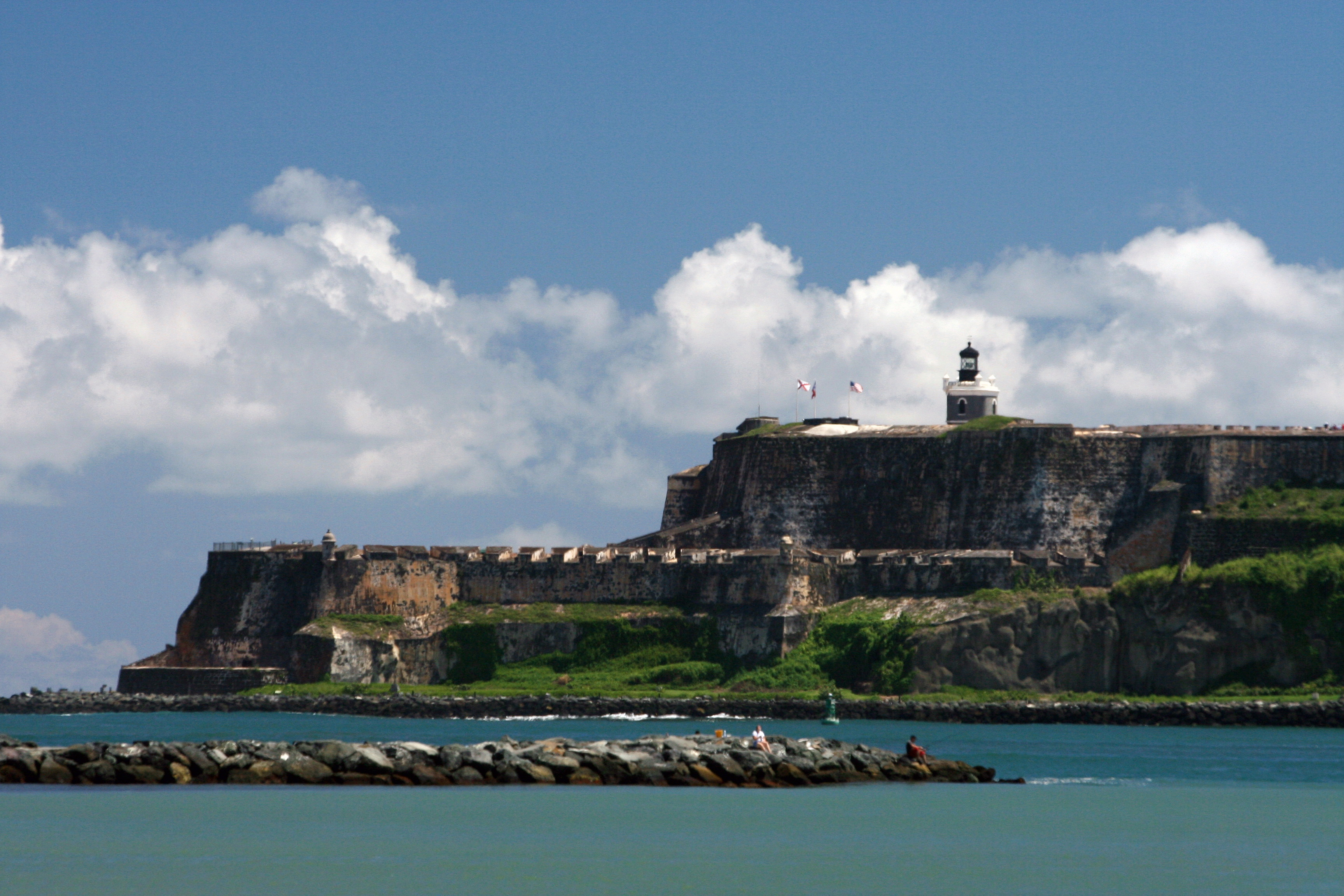
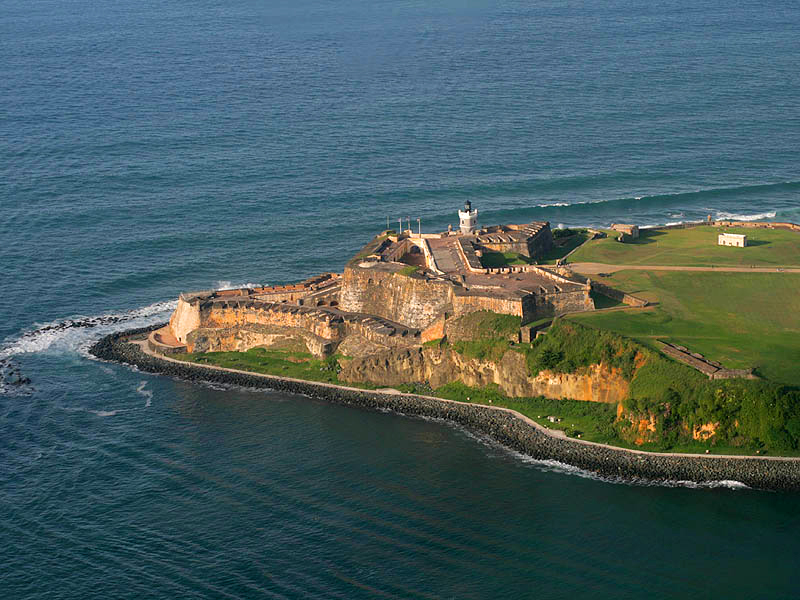